# Urosigalphus rubidus
Urosigalphus rubidus är en stekelart som beskrevs av Gibson 1972. Urosigalphus rubidus ingår i släktet Urosigalphus och familjen bracksteklar. Inga underarter finns listade i Catalogue of Life.